# 24-metilensterol C-metiltransferaza
24-metilensterol -metiltransferaza (EC 2.1.1.143, SMT2, 24-metilinlofenolna C-241-metiltransferaza) je enzim sa sistematskim imenom S-adenozil--metionin:24-metilinlofenol C-metiltransferaza. Ovaj enzim katalizuje sledeću hemijsku reakciju
-adenozil--metionin + 24-metilinlofenol {\displaystyle \rightleftharpoons } -adenozil-L-homocistein + (Z)-24-etilidenelofenol
Ovo je drugi metilacioni korak u biosintezi biljnog sterola (cf. EC 2.1.1.142, cikloartenol 24-C-metiltransferaza).

## Literatura
- Nicholas C. Price; Lewis Stevens (1999). Fundamentals of Enzymology: The Cell and Molecular Biology of Catalytic Proteins (Third изд.). USA: Oxford University Press. ISBN 019850229X.
- Eric J. Toone (2006). Advances in Enzymology and Related Areas of Molecular Biology, Protein Evolution (Volume 75 изд.). Wiley-Interscience. ISBN 0471205036.
- Branden C; Tooze J. Introduction to Protein Structure. New York, NY: Garland Publishing. ISBN 0-8153-2305-0.
- Irwin H. Segel. Enzyme Kinetics: Behavior and Analysis of Rapid Equilibrium and Steady-State Enzyme Systems (Book 44 изд.). Wiley Classics Library. ISBN 0471303097.
- William P. Jencks (1987). Catalysis in Chemistry and Enzymology. Dover Publications. ISBN 0486654605.

## Spoljašnje veze
- 24-methylenesterol+C-methyltransferase на 